# It's Complicated
It's Complicated (bra: Simplesmente Complicado; prt: Amar... É Complicado!) é um filme de comédia romântica estadunidense de 2009, escrito e dirigido por Nancy Meyers. É estrelado por Meryl Streep como proprietária de uma padaria de sucesso e mãe solteira de três filhos que começa um caso secreto com o ex-marido, interpretado por Alec Baldwin, 10 anos após seu divórcio - apenas para encontrar-se atraída por outro homem: seu arquiteto Adam (interpretado por Steve Martin). Um filme de conjunto, a comédia adulta R-rated também apresenta performances de apoio por Lake Bell, Hunter Parrish, Zoe Kazan, John Krasinski, Mary Kay Place, e Rita Wilson, entre outros.
O filme foi recebido com misto a médio comentários de críticos, que declararam bastante previsível, apesar de funcionar bem por um elenco atraente, mas tornou-se mais um sucesso comercial de Meyers em sua liberação de abertura no Dia de Natal de 2009 nos Estados Unidos e Canadá. Ele foi bem durante os feriados e para janeiro de 2010, finalmente, fechando no dia 1 de abril com 112.7 milhões de dólares. Em todo o mundo, It's Complicated, eventualmente, arrecadou $219.1 milhões de dólares, e superou The Holiday (2006) para se tornar o terceiro projeto de maior bilheteria de Meyer até à data.
Para suas performances, o elenco foi premiado com um Prêmio National Board of Review of Motion Pictures de Melhor Elenco do mesmo ano. Além disso, o filme foi indicado em ambos Critics' Choice Award e Satellite Awards e Meyers recebeu duas indicações ao Globo de Ouro, incluindo Melhor Filme - Roteiro Comédia ou Musical e Melhor Roteiro. Streep e Baldwin foram reconhecidos individualmente com nomeações ao de Melhor Atriz e Melhor Ator de Coadjuvante nas cerimônias de premiação do Globo de Ouro e BAFTA, respectivamente.

## Enredo
Jane (Meryl Streep) é uma divorciada auto-confiante, dona de uma padaria de sucesso em Santa Bárbara, California. Depois de 10 anos de divórcio e três filhos crescidos, ela finalmente estabelece um bom relacionamento com seu ex-marido Jake (Alec Baldwin), um bem-sucedido advogado que se casou com Agness (Lake Bell), muito mais nova do que ele.
Jane e Jake vão à formatura de faculdade do seu filho Luke, em Nova York. Na noite anterior à cerimônia, um jantar, juntos, evolui para um "caso", fazendo de Jane "a outra mulher".  Parte de Jane sabe que isso é errado, já que Jake e Agness são casados e estão tentando ter um bebê; a outra parte de Jane aprecia ser "a outra mulher" e continua o caso com Jake em Santa Bárbara. Jake está apenas gostando do sexo escondido e não demonstra interesse no crescimento de Jane como pessoa. Ele, porém, sente-se nostálgico por causa da vida em família que ele teve um dia com Jane, principalmente a culinária dela, e se pergunta se ele não deveria estar envelhecendo junto com Jane em vez de começar uma nova família na meia-idade.
Seus filhos não sabem de nada sobre o caso de seus pais, embora Harley (John Krasinski), que está comprometido com sua filha Lauren, os flagra em um hotel e mantém segredo. Agness não sabe de nada, já que Jake continua tendo relações amorosas com ela; Pedro, seu enteado de 5 anos, suspeita de algo quando flagra Jake fazendo ligações do banheiro.
Quem complica ainda mais as coisas é Adam (Steve Martin), um arquiteto contratado para remodelar a casa de Jane. Ele ainda está se recuperando de um divórcio pelo qual acabou de passar e começa a se apaixonar por Jane. Ele passa o tempo tentando aproximar-se dela. Na noite da festa de formatura de Luke, Jane convida Adam para o evento, e quando ele vai buscá-la percebe que ela não está normal, por causa do cigarro que Jake a deu. Então, durante a festa, Adam também dá uns tragos no cigarro e os dois ficam alterados. Jake fica com ciúmes ao observá-los dançando juntos, e acaba por puxá-la para dançar com ele. Harley confronta Jake e Jane, irritado por guardar segredo, e também aceita fumar um pouco do cigarro. Agness então observa Jake e Jane dançando juntos e suspeita de sua proximidade renovada.
Quando eles saem, Adam pergunta se eles poderiam comer algo, então Jane o leva para o seu restaurante-padaria e o oferece alguma coisa; ele pede um croissant de chocolate, que é feito por raspagem enquanto eles riem e se divertem. Isso leva horas e eles gostam do tempo juntos. Como seu arquiteto, ele mostra grande sensitividade em ouvir as suas necessidades e visão para sua cozinha e quarto remodelados.
Jake deixa Agness, a qual o expulsa da casa deles quando ele confessa que ainda ama Jane, que recusa seu gesto. Eventualmente, sob circunstâncias embaraçosas, Adam descobre que Jane ainda vê Jake. Adam sabe seus limites e conta a Jane que não pode continuar a vê-la, já que esse triângulo amoroso terminará machucando alguém. Seus filhos também descobrem e não ficam felizes com os pais juntos de novo, pois eles ainda se recuperam do divórcio de dez anos atrás. Jane conta a eles que não vai voltar com o pai deles, o qual, então, dirige o seu Porsche enquanto os filhos vão para a casa de Harley e Lauren. Jane logo se reconcilia com seus filhos, dizendo que ela queria fazer isso por ela própria, o que faz eles reconsiderarem. Quando ela volta para casa,Jake espera por ela para conversar, e os dois terminam o caso em termos amigáveis.
O filme termina com Adam retornando à casa de Jane para trabalhar na obra dela e antes de o filme acabar, Jane e Adam são vistos rindo enquanto andam pela casa.

## Elenco
- Meryl Streep como Jane Adler
- Steve Martin como Adam Schaffer
- Alec Baldwin como Jake Adler
- John Krasinski como Harley
- Lake Bell como Agness Adler
- Mary Kay Place como Joanne
- Rita Wilson como Trisha
- Alexandra Wentworth como Diane
- Hunter Parrish como Luke Adler
- Zoe Kazan como Gabby Adler
- Caitlin Fitzgerald como Lauren Adler
- James Patrick Stuart como Dr. Moss
- Blanchard Ryan como Annalise
- Michael Rivera como Eddie
- Robert Curtis Brown como Peter
- Peter Mackenzie como Dr. Alan
- Rosalie Ward como Alex
- Marina Squerciati

## Produção
Em Maio de 2008, Nancy Meyers concordou com um projeto para a Universal Studios segundo o qual ela deveria criar o roteiro e dirigir,  em uma co-produção com Scott Rudin. O projeto foi referido como  O Projeto Sem Título de Nacy Meyers  durante sua idealização e produção inicial. O estabelecimento de compromissos dos diretores começou em 2008, com Meryl Streep e Alec Baldwin entrando nas discussões em Agosto, e Steve Martin se juntando ao elenco em Outubro.  A busca do elenco continuou em 2009, com Zoe Kazan, Lake Bell, e Hunter Parrish entrando em Janeiro, John Krasinski em Fevereiro, Rita Wilson em Março, e Caitlin Fitzgerald em Junho.
As filmagens começaram em Nova York no início de  abril de 2009, e foram concluídas em Agosto do mesmo ano. It's Complicated foi lançado em 25 de Dezembro de 2009.

## Recepção

### Crítica
Artigos sobre o filme o avaliaram na média. Rotten Tomatoes informou que 58% dos críticos fizeram críticas positivas entre 149 artigos avaliados, enquanto uma enquete na Comunidade Rotten Tomatoes deu ao filme 76% de aprovação entre  692 artigos. Outro avaliador de críticas, Metacritic, que marca um escore de 1 a 100 baseado em artigos de críticos importantes, deu ao filme um escore médio de 57% baseado em 30 artigos.

### Bilheteria
Lançado em 25 de dezembro de 2009, nos Estados Unidos, o filme estreou em 2.887 locais e quarto colocado na bilheteria dos EUA após seu primeiro fim de semana. Ele ficou atrás de Avatar, Sherlock Holmes, e Alvin e os Esquilos 2 com US$22,100,820, marcando a US$7,655 dólares de renda média per teatro. Ele jogou bem durante os feriados e para janeiro de 2010, finalmente, fechando no dia 1 de abril com US$112.7 milhões de dólares na América do Norte e um total de US$214.727.200 em todo o mundo.
Na primeira semana no Brasil, vendeu 160.221 ingressos, fazendo um total de 794.429.

### Prêmios e indicações
| Prêmios                                   | Prêmios                            | Prêmios                                     | Prêmios   |
| Academia                                  | Categoria                          | Candidato                                   | Resultado |
| ----------------------------------------- | ---------------------------------- | ------------------------------------------- | --------- |
| Broadcast Film Critics Association Awards | Melhor Filme de Comédia            | Filme                                       | nomeado   |
| Globo de Ouro                             | Melhor Atriz em Comédia ou Musical | Meryl Streep                                | nomeado   |
| Globo de Ouro                             | Melhor filme - Musical ou Comédia  | Nancy Meyers                                | nomeado   |
| Globo de Ouro                             | Melhor Roteiro em Cinema           | Nancy Meyers                                | nomeado   |
| National Board of Review Awards           | Melhor Elenco                      | Alec Baldwin, Meryl Streep and Steve Martin | venceu    |
| Satellite Awards                          | Melhor Filme – Musical ou Comédia  | Filme                                       | nomeado   |
| Prêmio BAFTA                              | Melhor Ator Coadjuvante            | Alec Baldwin                                | nomeado   |